# Plan de la Libertad
Plan de la Libertad är en ort i Mexiko.   Den ligger i kommunen La Concordia och delstaten Chiapas, i den sydöstra delen av landet, 800 km sydost om huvudstaden Mexico City. Plan de la Libertad ligger 1 086 meter över havet och antalet invånare är 638.
Terrängen runt Plan de la Libertad är kuperad söderut, men norrut är den bergig. Runt Plan de la Libertad är det ganska glesbefolkat, med 28 invånare per kvadratkilometer. Närmaste större samhälle är Nueva Palestina, 15,4 km öster om Plan de la Libertad. I omgivningarna runt Plan de la Libertad växer i huvudsak städsegrön lövskog.